# Договір про космос
Договір про принципи діяльності держав з дослідження і використання космічного простору, включаючи Місяць та інші небесні тіла (Договір про космос ) — міжурядовий документ, що визначає правові основи використання космічного простору.

Країни, які підписали та ратифікували договір
Країни, які тільки підписали договір

Договір є основою міжнародного космічного права. Договір підписали 27 січня 1967 року Сполучені Штати Америки, Велика Британія і Радянський Союз. Він набув чинності 10 жовтня 1967 року. Станом на травень 2025 року 117 країн були державами-учасницями, а ще 26 підписали договір, але не завершили ратифікацію.
Серед принципів, заборона для держав-учасниць розміщення ядерної зброї або будь-якої іншої зброї масового знищення на орбіті Землі, установки її на Місяці або будь-якому іншому небесному тілі чи на станції в космічному просторі. Цей договір обмежує використання Місяця та інших небесних тіл тільки мирними цілями і прямо забороняє їх використання для випробування будь-якого роду зброї, проведення військових маневрів або створення військових баз, споруд і укріплень. Тим не менш, Договір не забороняє розміщення звичайних озброєнь на орбіті.